# 7,92 × 33 mm
La cartouche allemande de 7,92 mm kurz ("courte") a été conçue par l'entreprise Polte de Magdebourg dans le cadre du programme d'arme automatique à moyenne portée (300 m) allant aboutir au concept du fusil d'assaut. 
Depuis les années 1920 certains hauts responsables militaires et ingénieurs travaillaient autour de l'idée que les cartouches de service allemandes de l'époque étaient soit trop puissantes (8x57 Mauser) ou pas assez (9 mm Parabellum) pour l'utilisation réelle sur le champ de bataille.
Partant du 8x57 Mauser, la nouvelle cartouche porte une balle de calibre 8 mm plus courte et une douille plus courte de 24 mm et donc une charge propulsive réduite de moitié. Sa forme définitive apparaît en 1941. 
La première arme opérationnelle à l'utiliser au combat fut le MKb 42 qui, après raffinement, devint le MP 43, qui a son tour devint le Sturmgewehr 44, tous mis au point par la firme Haenel. 
Après 1945 elle fut produite en RDA et en Tchécoslovaquie (étui en acier), en Argentine et en Espagne (étui en laiton). 
Cette munition et ses éléments sont a nouveau fabriqués pour alimenter le marché des tireurs et collectionneurs par Prvi Partizan (Serbie), FNM (Portugal) et Hornady (USA).
Cette munition est désormais classée en catégorie C en France.

## Fiche technique 7,92 × 33 mm kurz ("courte")
- Diamètre projectile : 8,18 à 8,22 mais le diamètre nominal étant en fait 8,20
- masse projectile : 125 grains soit 8,1 g
- Longueur étui : 33 mm
- Charge poudre : 1,58 g
- Vitesse initiale : 690 m/s